# گرتکورن
گرتکورن (به آلمانی: Gratkorn) یک منطقهٔ مسکونی در اتریش است که در گراتس اومگبونگ واقع شده‌است. گرتکورن ۳۴٫۵۶ کیلومتر مربع مساحت دارد ۳۸۰ متر بالاتر از سطح دریا واقع شده‌است.

## خواهرخوانده
شهر Mehadia خواهرخواندهٔ گرتکورن هست.